# Ханс Онруд
Ханс Онруд (норв. Hans Aanrud; 3. септембар 1863 — Осло, 11. јануар 1953) је био норвешки књижевник. Његов књижевни опус обухвата комедије, приповетке, књижевну и позоришну критику.
Рођен је 3. септембра 1863.. Потиче из сеоске породине. Као такав веома добро познаје сеоски живот у усамљеним крајевима источне Норвешке, што се одразило у многим његовим делима. У драмским му радовима превладава доброћудан хумор, а кратке приче и књиге за децу су у стилу идиличног реализма, са приказима сеоског живота.